# Maine Army National Guard
La Maine Army National Guard è una componente della Riserva militare della Maine National Guard, inquadrata sotto la U.S. National Guard. Il suo quartier generale è situato presso la città di Augusta.

## Organizzazione
Attualmente, al 1 Gennaio 2018, sono attivi i seguenti reparti :

### Joint Forces Headquarters
- JFHQ, Army Element - Augusta
- Medical Detachment
- Recruiting & Retention Battalion
- 11th Civil Support Team (WMD) - Waterville

### 52nd Troop Command
- Headquarters & Headquarters Company - Augusta
- 121st Public Affairs Detachment - Augusta
- 1968th Contingency Contract Team - Augusta
- Detachment 2, 146th Cyber Warfare Company - Augusta
- Company B, 3rd Battalion, 172nd Infantry Regiment (Mountain) - Brewer
  - Detachment 1, HHC, 3rd Battalion, 172nd Infantry Regiment (Mountain) - Brewer
  - Detachment 1, Company E, 186th Brigade Support Battalion - Brewer
- 133rd Engineer Battalion
  -  Headquarters & Headquarters Company - Brunswick
  -  Forward Support Company - Brunswick
  - 1035th Engineer Detachment (Survey & Design) - Brunswick
  -  136th Engineer Company (Vertical Construction) (-) - Skowhegan
    - Detachment 1 - Lewiston

  -  185th Engineer Support Company - Caribou
  -  251st Engineer Company (Sapper) - Norway
  -  262nd Engineer Company (Horizontal Construction) (-) - Westbrook
    - Detachment 1 - Belfast
- 488th Military Police Company - Waterville

### 120th Regional Support Group
- Headquarters & Headquarters Company
- 521st Troop Command Battalion
  -  Headquarters & Headquarters Company - Bangor
  - 195th Army Band - Bangor
  - Aviation Support Facility #1 - Bangor IAP
  -  Company G (-) (MEDEVAC), 3rd Battalion, 126th Aviation Regiment (General Support)[2] - Bangor - Equipaggiata con 6 HH-60L 
  - Detachment 1, Company C, 3rd Battalion, 142nd Aviation Regiment (Assault Helicopter) - Bangor - Equipaggiato con 5 UH-60M 
    - Detachment 2, HHC, 3rd Battalion, 142nd Aviation Regiment (Assault Helicopter)
    - Detachment 2, Company D, 3rd Battalion, 142nd Aviation Regiment (Assault Helicopter)
    - Detachment 2, Company E, 3rd Battalion, 142nd Aviation Regiment (Assault Helicopter)

  - Detachment 1, Company C, 1st Battalion, 224th Aviation Regiment(Assault Helicopter)  - Bangor - Equipaggiato con 2 UH-72A 
  - Detachment 3, Company A, 2nd Battalion, 641st Aviation Regiment (Theater) - Bangor - Equipaggiato con1 C-12U 
  - Detachment 14 Operational Support Airlift Command
- 286th Combat Sustainment Support Battalion
  -   Headquarters & Headquarters Company - Bangor
  -   1136th Transportation Company (-) (Light-Medium Cargo) - Bangor
    - Detachment 1 - Sanford
    - Detachment 2 - Calais

  -  152nd Support Maintenance Company (-)  (Component Repair) - Bangor
    - Detachment 1